# 大浦村 (佐賀県)
大浦村（おおうらむら）は、佐賀県藤津郡にあった村。現在の藤津郡太良町の一部にあたる。

## 地理
多良岳の舌状台地の谷間や海岸沿いに位置していた。
- 海洋：有明海[2]
- 河川：休石川、亀ノ浦川[2]

## 歴史
- 江戸時代、佐賀本藩領で鹿島郷に属した[2]。
- 1889年（明治22年）4月1日、町村制の施行により、藤津郡大浦村が単独で村制施行し、大浦村が発足[1][2]。大字は編成せず[2]。
- 1922年（大正11年）大浦郵便局開設[2]
- 1926年（大正15年）鹿島警察署大浦駐在所開設[2]
- 1949年（昭和24年）公民館開館[2]
- 1953年（昭和28年）大浦保育園開園[2]
- 1955年（昭和30年）2月11日、藤津郡多良町と合併し太良町を新設して廃止された[1][2]。合併後、太良町大字大浦となる[2]。

## 産業
- 農業、漁業[2]

## 交通

### 道路
- 1890年（明治23年）海岸県道が開通し、1955年（昭和30年）国道（国道207号）に昇格[2]。
- 1952年（昭和27年）竹崎上田古里線県道指定[2]

### 鉄道
- 1934年（昭和9年）鉄道省長崎本線多良駅 - 湯江駅間開通に伴い、肥前大浦駅開設[2]。

## 教育
- 1874年（明治7年）修身小学校（中畑）、拡充小学校（田古里）、善誘小学校を開校[2]。1878年（明治11年）3校が合併し大浦小学校（亀ノ浦）となり、同年、大浦尋常小学校に改称[2]。1898年（明治31年）高等科を設置し大浦尋常高等小学校となる[2]。
- 1947年（昭和22年）大浦中学校開校[2]